# Larutia trifasciata
Espèce
Synonymes
- Lygosoma trifasciatum Tweedie, 1940

Larutia trifasciata est une espèce de sauriens de la famille des Scincidae.

## Répartition
Cette espèce est endémique de Malaisie péninsulaire.

## Publication originale
- Tweedie, 1940 : Notes on Malayan reptiles. Bulletin of the Raffles Museum, vol. 16, p. 83-87 (texte intégral).